# Béatification
Ne doit pas être confondu avec Canonisation.

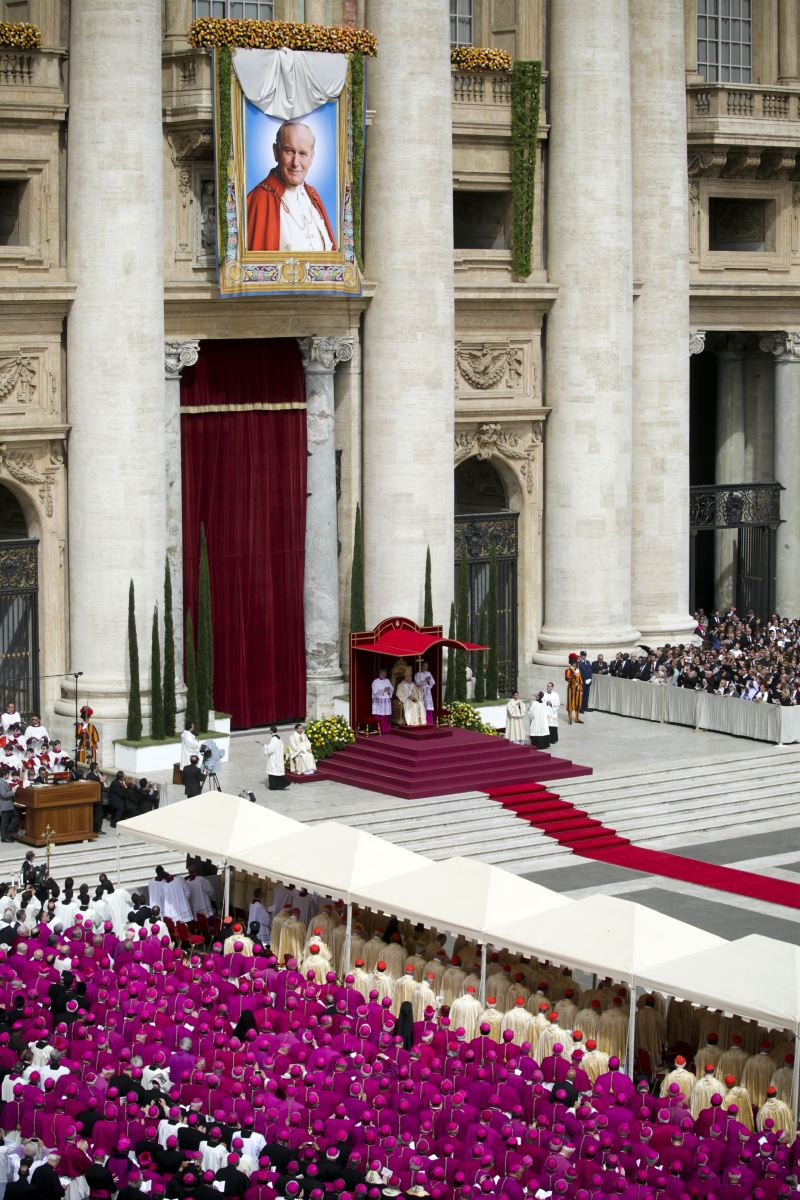
Béatification de Jean-Paul II par le pape Benoît XVI, le Dimanche de la divine Miséricorde 2011.

La béatification est la déclaration, par décret pontifical, qu'une personne défunte de foi chrétienne a pratiqué au cours de sa vie les vertus naturelles et chrétiennes de façon exemplaire, ou même héroïque. De plus, la reconnaissance d'un miracle obtenu par son intercession suppose que la personne est au paradis.
La publication de ce décret est suivie d'une célébration solennelle de béatification. La vénération publique de celui ou celle qui est alors appelé bienheureux ou bienheureuse est par la suite autorisée localement. Il faut attendre la canonisation pour que le culte soit étendu à toute l'Église.
Il existe un nombre indéterminé de bienheureux et bienheureuses par acclamation populaire et près de 3000 bienheureux et bienheureuses officiels, à ne pas confondre avec les milliers de saints et saintes.
Jusqu'à Benoît XVI, ce sont les Souverains-Pontifes qui célébraient en grande pompe la messe de béatification dans la Basilique Saint-Pierre de Rome. Du fait de sa rareté, une béatification constitue un événement d'une grande importance. Les festivités, qui pouvaient s'étendre sur plusieurs jours, attiraient à Rome des milliers de fidèles.

## Historique
Aux premiers temps de l'Église, il n'y avait pas de bienheureux. Seuls les martyrs et les confesseurs de la foi étaient vénérés comme saints dès le IIIe siècle. La procédure de béatification s'élabora progressivement au Moyen Âge par strates : était déclaré bienheureux une personne qui jouissait de la « vision béatifique » (la contemplation face à face de l'essence même de Dieu) et était dans la gloire du Ciel. Le bienheureux, élu par acclamation populaire (la vox populi), bénéficiait uniquement d'un culte local. Alors que la procédure de canonisation fut prise en main à partir du XIIe siècle par la papauté à Rome, celle de béatification se poursuivit à l’échelle locale jusqu'au XIIIe siècle avant de se fixer au concile de Trente qui réservait au pape le droit de dire qui pouvait être vénéré.

## Au sein de l’Église catholique

### But et intention
Béatification et canonisation ont pour but, de la part de l'Église catholique, de proposer au peuple chrétien des exemples de vies éminemment chrétiennes. Il s'agit donc, le plus souvent, de prêtres, de religieux ou de religieuses.
Vénération et prières sont proposées ou autorisées, localement s'il s'agit d'une béatification (ou même universellement — dans certains cas — s'il en est décidé ainsi). Le culte se traduit par l'attribution d'un jour de commémoration au calendrier liturgique, autant que possible celui de la mort terrestre (ou « naissance au Ciel », selon l'expression classique du martyrologe) de l'intéressé.
Pour les catholiques, ce culte de dulie n'est pas à confondre avec la commémoration des défunts. Ce n'est pas non plus un culte des morts. Les Bienheureux et les saints participent à la vie même de Dieu dans l'éternité, et ils y sont en compagnie de tous « Ceux qui meurent dans la grâce et l'amitié de Dieu, et qui sont parfaitement purifiés, vivent pour toujours avec le Christ. Ils sont pour toujours semblables à Dieu, parce qu'ils Le voient tel qu'Il est, face à face» (CEC n°1023). Dans la foi, une communion spirituelle et mystique s'établit avec eux ; c'est la communion des saints. La croyance à la communion des saints et à la vie éternelle font partie du symbole de foi. Voir aussi le Code de droit canonique de 1983, canons 1186-1187 et suivants.
En principe, un bienheureux ne peut pas être choisi comme patron titulaire pour la dédicace d'une église, ce « privilège » étant réservé aux saints dûment canonisés.
Aujourd'hui, la béatification est souvent la première étape, nécessaire mais non suffisante, vers la sainteté. La Congrégation pour les causes des saints statue uniquement sur base des pièces du dossier, constitué à l'issue du procès diocésain, et défendu par le postulateur de la cause .

### Procédure
Une béatification n'aboutit qu'après une longue procédure (ou procès) préparatoire ; elle est mise en route par l'évêque du lieu où le serviteur de Dieu a vécu la majeure partie de sa vie d'adulte, généralement celui où il est décédé.
Selon l'article 9a des Normes pour la cause des saints (Novæ leges pro causis sanctorum), promulguées le 7 février 1983, les évêques doivent attendre cinq ans après la mort de la personne concernée avant d'introduire sa cause, afin que l'émotion n'entre pas en ligne de compte.
Cependant, le pape peut faire exception à cette règle. Ainsi, Jean-Paul II a béatifié mère Teresa en 2003, seulement six ans après sa mort survenue en 1997. La béatification de Jean-Paul II a été prononcée le dimanche 1er mai 2011 par son successeur Benoît XVI six ans après sa mort.
La Congrégation pour les causes des saints a promulgué en 2007 la version actuelle des règles à suivre pour le procès diocésain.
La phase diocésaine qui a recueilli tous les témoignages et compilé la documentation dure en moyenne de un à cinq ans. L'évêque charge de ce travail une commission canonique (historiens, théologiens) qui fait une étude critique des écrits et recueille des témoignages. La demande y est soutenue par le postulateur qui peut représenter tantôt le diocèse lui-même, tantôt un groupe de fidèles, tantôt la famille religieuse à laquelle appartenait le serviteur de Dieu,... Elle fait appel aux témoins — favorables ou défavorables — et examine les écrits. Si les résultats de cette première enquête sont positifs, la phase diocésaine est solennellement conclue par l'évêque. L'ensemble des documents et témoignages recueillis est transmis à Rome et présenté par le postulateur à la Congrégation pour les causes des saints, qui mène l'instruction finale. Si la Congrégation accepte le dossier, un collège de cardinaux et d'évêques se prononce sur l'héroïcité des vertus. Le « décret d'héroïcité des vertus » qui fera du serviteur de Dieu un vénérable est soumis à l'approbation pontificale. En cas de décision favorable, le décret est publié et le nouveau vénérable pourra faire l'objet d'un culte public, c'est-à-dire que son image pourra être exposée dans les églises et les chapelles et que des prières, publiques ou privées, pourront demander son intercession en vue de l'obtention d'un miracle portant sur une guérison physique. Ce miracle doit avoir été reconnu successivement :  
- par une commission médicale, sur base d'un dossier qui permet d'établir avec certitude la pathologie préexistante et le caractère inexplicable de la guérison en l'état actuel de la science;
- par une commission de théologiens chargés de vérifier dans quelle circonstances le miracle s'est produit. En effet, le miracle doit avoir été obtenu par l'intercession de la personne concernée.

Seule exception à la règle générale, il n'est pas exigé de miracle pour la béatification d'un martyr. Mais il est indispensable que le procès ait permis de mettre en évidence que les  auteurs étaient mus par l'odium fidei, la haine de la foi, et non par quelque autre motif de tuer. « Le martyr rend témoignage au Christ, (...) Il rend témoignage à la vérité de la foi et de la doctrine chrétienne. Il supporte la mort par un acte de force. » (CEC n°2473).

### Promulgation
La déclaration de béatification se fait lors d'une liturgie  eucharistique solennelle, après la proclamation de l'Évangile. Aucun rite liturgique particulier n'y est attaché.
Le pape Jean-Paul II a, durant de son pontificat, voulu illustrer la vocation universelle à la sainteté en promouvant des hommes et des femmes appartenant à tous les états de vie. Jusqu'en octobre 2004, il a béatifié 1 340 personnes, soit plus que l'ensemble des béatifications effectuées par ses prédécesseurs depuis le pape Sixte V.

### Quelques bienheureux
- Les Martyrs du Japon furent béatifiés le 7 juillet 1867 par Pie IX.
- Jacques-Désiré Laval, spiritain, est bienheureux. Son tombeau se trouve à l'île Maurice.
- Les prêtres massacrés au couvent des Carmes et en l'église Saint-Paul-Saint-Louis le 2 septembre 1792, lors des massacres de Septembre, ont été déclarés bienheureux par l'Église catholique. Le 2 septembre est une fête dans le calendrier liturgique. Cette fête n'apparaît pas dans les agendas ordinaires.
- Le 17 octobre 1926 sont béatifiés à Rome 191 martyrs de la Révolution française, dont les prêtres massacrés le 3 septembre 1792 au séminaire Saint-Firmin (ou des Bons-Enfants ou de la Mission ou des Lazaristes), alors transformé en prison (voir Bienheureux Martyrs de Septembre). Martin Loublier, prêtre de Condé-sur-Sarthe, emprisonné à Saint-Firmin, fait partie de ces 191 martyrs qui ont été béatifiés le 17 octobre 1926 par le pape Pie XI.
- 498 martyrs de la persécution religieuse en Espagne ont été béatifiés le 28 octobre 2007 à Rome[7].
- Antonio Rosmini (1797-1855), prêtre et fondateur d'une congrégation : ses écrits ont été mis à l'index en 1849 ; cette censure est levée peu avant sa mort intervenue en 1855 ; 40 de ses thèses ont été condamnées par Léon XIII en 1887. Sa redécouverte fut progressive au XXe siècle, et il a été béatifié en 2007.
- Et encore (en ordre alphabétique) : l'empereur Charles Ier d'Autriche (1887-1922 ; le procès de béatification de son épouse l'impératrice Zita est en cours) ;  le cardinal Clemens August von Galen, évêque de Münster qui s'est distingué par son opposition sous le nazisme  au programme T4 d'éradication des handicapés mentaux;  Frédéric Ozanam, fondateur de la société de Saint-Vincent-de-Paul ; le cardinal Alfredo Ildefonso Schuster, archevêque de Milan.
- Carlo Acutis [8], jeune Italien mort à l'âge de 16 ans, qui s'est distingué par son engagement eucharistique précoce et par ses remarquables capacités en informatique mises au service de cet engagement.